# Schwarzer Grabkäfer
Der Schwarze Grabkäfer (Pterostichus aethiops) ist eine Art der Käfer aus der Familie der Laufkäfer (Carabidae).

## Merkmale
Der Schwarze Grabkäfer hat eine Körperlänge von 11,5 bis 15,0 Millimeter. Wie die meisten mitteleuropäischen Arten der Gattung Pterostichus ist auch diese Art einfarbig schwarz. Die Halsschildbasalgruben sind nach außen hin nicht durch eine Längsfalte begrenzt. Das dritte Flügeldeckenintervall weist meist drei Porenpunkte auf.

## Verbreitung und Lebensraum
Das Verbreitungsgebiet der Art erstreckt sich über Mittel- und Osteuropa. Der Schwarze Grabkäfer bewohnt feuchte Laub- und Mischwälder der montanen und subalpinen Zone. Er wird meist unter Rinde gefunden und gilt als nicht selten.